# Мордовский Качим
Мордовский Качим — село в Сосновоборском районе Пензенской области России. Входит в состав Шугуровского сельсовета.

## География
Село находится в восточной части Пензенской области, в пределах Приволжской возвышенности, в лесостепной зоне, на правом берегу реки Качимки, на расстоянии примерно 27 км (по прямой) к северо-востоку от Сосновоборска, административного центра района. Абсолютная высота — 250 м над уровнем моря.

### Климат
Климат характеризуется как умеренно континентальный, с холодной продолжительной зимой и тёплым летом. Средняя температура воздуха самого тёплого месяца (июля) — 19 °C (абсолютный максимум — 39 °C); самого холодного (января) — −13 °C (абсолютный минимум — −46 °C). Среднегодовое количество атмосферных осадков варьируется от 480 до 627 мм, из которых большая часть выпадает в тёплый период. Снежный покров держится в течение 150—160 дней.

### Часовой пояс
Село Мордовский Качим, как и вся Пензенская область, находится в часовой зоне МСК (московское время). Смещение применяемого времени относительно UTC составляет +3:00.

## Население
| 1709  | 1718  | 1748  | 1864  | 1877  | 1897  | 1911  |
| ----- | ----- | ----- | ----- | ----- | ----- | ----- |
| 142   | ↗153  | ↗230  | ↗1299 | ↗1373 | ↗1755 | ↗1892 |
| 1926  | 1930  | 1939  | 1959  | 1979  | 1989  | 1996  |
| ↗1932 | ↘1533 | ↘1336 | ↘1048 | ↘445  | ↘301  | ↘242  |
| 2002  | 2010  |       |       |       |       |       |
| ↘165  | ↘89   |       |       |       |       |       |

### Национальный состав
Согласно результатам переписи 2002 года, в национальной структуре населения русские составляли 94 % из 165 чел.